# Kościół św. Apostołów Mateusza i Macieja w Raciborzu
Kościół świętych Apostołów Mateusza i Macieja – rzymskokatolicki kościół parafialny należący do dekanatu Pogrzebień archidiecezji katowickiej. Znajduje się w raciborskiej dzielnicy Brzezie.

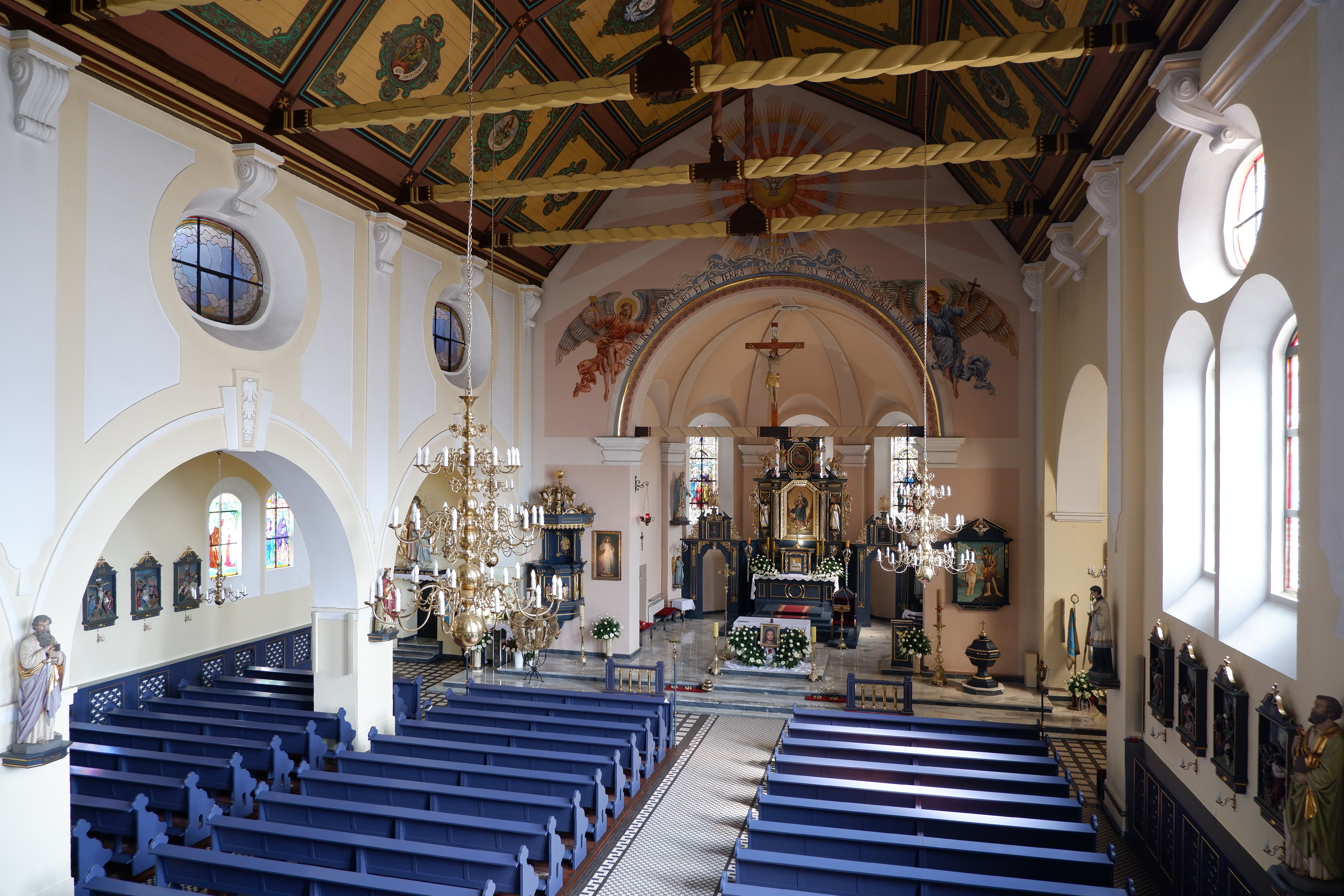
Wnętrze kościoła

Projekt świątyni opracował w 1904 roku berliński architekt Oskar Hoßfeld, autor wielu świątyń, m.in. w Szczecinie, Poznaniu, Wrocławiu i w Strzelcach Opolskich. Zaprojektowana przez niego świątynia jest jednonawowa, reprezentuje styl modernistyczny. Została wzniesiona z cegły klinkierowej, częściowo została otynkowana. Fasada jest zwieńczona szczytem ze stylizowanymi wolutami. Trzy portale są ozdobione płycinami. Znajdujące się w fasadzie dwa okna mają kształt i obramowania wyraźnie w stylu secesyjnym. Do ściany północnej jest dobudowana czworokątna wieża, nakryta dachem hełmowym w stylu neobarokowym, zakończonym ostrosłupową iglicą. Świątynia posiada boczną dobudówkę od strony północnej, będącą niższą nawą boczną. Nawę główną nakrywa drewniany strop z ozdobnymi kasetonami. Trójbocznie zamknięte prezbiterium jest nakryte sklepieniem kopulastym.
Kamień węgielny został poświęcony w dniu 24 września 1904 roku. Prace budowlane prowadził budowniczy Józef Kuballa z Raciborza. Nowa świątynia została poświęcona w dniu 5 listopada 1906 roku. Budowla posiada późnobarokowy wystrój. Wyposażenie pochodzi częściowo ze starego kościoła. Ołtarz główny i obydwa ołtarze boczne reprezentują styl barokowy i powstały w XVII wieku. Polichromia została wykonana przez Józefa Langera z Wrocławia w 1909 roku. W 1971 roku zamalowano ją.